# دامنه سطح‌بالای ضمانت‌شده
یک دامنه سطح بالای ضمانت شده (به انگلیسی: sponsored Top Level Domain) (به اختصار sTLD) یکی از دسته بندی‌های دامنه‌های سطح بالا (به انگلیسی: Top Level Domain) (به اختصار TLD) است که به وسیله آیانا (به انگلیسی: IANA) برای استفاده در سامانه نام دامنه در اینترنت نگهداری شده.
یک دامنه سطح بالای ضمانت شده دامنه سطح بالای ویژه‌ای هست که نماینده انجمنی خاص خدمات آن را ضمانت می‌کند.
این انجمن‌ها برپایه قومیت، منطقه جغرافیایی، تخصصی بودن، فنی بودن یا دیگر موضوع‌های مطرحی پیشنهاد شده شکل می‌گیرد که به وسیله نمایندگی‌های خصوصی یا سازمان‌هایی که وظیفه ایجاد و اجرای قوانین محدودسازی شایستگی ثبت‌کننده‌ها برای استفاده از دامنه سطح بالا را دارند مدیریت می‌شود. برای مثال، دامنه سطح بالای .aero به وسیله شرکت SITA ضمانت شده است، که ثبت آن را برای اعضای صنعت حمل و نقل هوایی محدود کرده‌است.
| دامنه سطح بالای ضمانت شده | مورد استفاده در موضوع                                              | ضمانت‌کننده                           |
| ------------------------- | ------------------------------------------------------------------ | ------------------------------------ |
| .aero                     | صنعت حمل و نقل هوایی                                               | SITA                                 |
| .asia                     | شرکت‌ها، سازمان‌ها و اشخاص در منطقه آسیا و اقیانوس آرام              | DotAsia Organisation                 |
| .cat                      | زبان کاتالان / فرهنگ                                               | Fundació puntCat                     |
| .coop                     | شرکت‌های تعاونی                                                     | DotCooperation LLC                   |
| .edu                      | موسسه‌های آموزشی پس از دوره متوسطه                                  | EDUCAUSE                             |
| .gov                      | سازمان‌های دولتی ایالات متحده در دولت مرکزی، ایالتی، و سطوح منطقه‌ای | General Services Administration      |
| .int                      | سازمان‌های بین‌المللی تأسیس شده براساس پیمان نامه                    | IANA                                 |
| .jobs                     | مرتبط با استخدام                                                   | Employ Media, LLC.                   |
| .mil                      | ارتش ایالات متحده                                                  | DoD Network Information Center       |
| .mobi                     | سرویس دهی برای دستگاه‌های تلفن همراه                                | dotMobi                              |
| .museum                   | موزه‌ها                                                             | Museum Domain Management Association |
| .tel                      | خدمات مربوط به ارتباطات بین شبکه تلفن و اینترنت                    | Telnic Ltd.                          |
| .travel                   | آژانس‌های مسافرتی، خطوط هوایی، هتلداران، دفاتر گردشگری، و غیره      | Tralliance Corporation               |